# Protographium calliste
Protographium calliste is een vlinder uit de familie van de pages (Papilionidae). De wetenschappelijke naam van de soort is voor het eerst geldig gepubliceerd in 1864 door Henry Walter Bates.

## Kenmerken
De vleugelranden van deze lichtbruine vlinder zijn zwart, die aan de voorzijde van de voorvleugels worden onderbroken door lichtbruine strepen. De achtervleugels dragen een staart. De spanwijdte bedraagt ongeveer 9 cm.

## Verspreiding en leefgebied
Deze vrij zeldzame vlindersoort komt voor van Mexico tot Panama in vochtige regenwouden op berghellingen van 700 tot 1800 meter hoogte.